# La Main du mal
Pour plus de détails, voir Fiche technique et Distribution.
La Main du mal est un téléfilm français en deux parties réalisé par Pierre Aknine en 2015.
Il s'agit d'un remake de la minisérie anglaise The Escape Artist (en) diffusée sur BBC One en 2013.

## Synopsis
Thomas Schaffner est un brillant avocat qui considère que tout le monde a le droit d'être défendu, même la pire des crapules. Appliquant ce principe, il plaide la cause de Follet, un assassin qui a tué sauvagement une jeune femme. Il gagne son procès, Follet est libéré mais Thomas refuse de lui serrer la main, trop écœuré par le sadisme de son client. Vexé, ce dernier décide de s'en prendre à la femme de Thomas. Le début d'un terrible engrenage…

## Fiche technique
- Réalisation : Pierre Aknine
- Scénario : Pierre Aknine et Gérard Walraevens
- Photographie : Christian Abomnes
- Montage : Thierry Rouden et Anne Saïac
- Production : Véronique Marchat
- Société de production : Vema Production
- Pays d'origine :  France
- Durée : 2 × 90 minutes
- Dates de diffusion :

1re partie :
 Belgique : 26 avril 2016 sur La Une
 Suisse : 27 août 2016 sur RTS Un
 France : 7 novembre 2016 sur TF1
2e partie :
 Belgique : 3 mai 2016 sur La Une
 Suisse : 27 août 2016 sur RTS Un
 France : 14 novembre 2016 sur TF1

## Distribution
Sauf indication contraire, les informations mentionnées dans cette section peuvent être confirmées par la base de données cinématographiques IMDb,  présente dans la section « Liens externes ».
- Grégory Fitoussi : Thomas Schaffner
- Mélanie Doutey : Dolorès Colpart
- JoeyStarr : Luc Follet
- François Berléand : Lucien Smadja
- Élodie Frégé : Anna Schaffner
- Pierre Rochefort : Dany Marcoux
- André Marcon : Pierre Lacombe
- Mathéo Rabeyrin : Paul Schaffner
- Florence Loiret Caille : Hélène Morice
- Florence Muller : Présidente Hiernard
- Gilles David : Docteur Janson
- Françoise Michaud : Présidente Dantec
- Nicolas Pignon : Avocat général Levesque
- Lou Chauvain : Rose Vidal
- Rosa Bursztein : la moucharde (non créditée)
- Louis Arène : Max Rosa
- Françoise Pinkwasser : Présidente Arguel
- Didier Sauvegrain : Victor Rouah
- Julien Leprisé : Camille
- Guillaume Ravoire : L'urgentiste

## Diffusion
Le téléfilm est diffusé en Belgique entre avril et mai 2016 sur La Une, en Suisse le 27 août 2016 sur RTS Un et en France en novembre 2016 sur TF1.
La première partie est également présentée Hors Compétition le 15 septembre 2016 au Festival de la fiction TV de La Rochelle.

## Audience
Le 7 novembre 2016, la première partie réunit 5 439 000 téléspectateurs sur TF1, en faisant la première chaine de la soirée avec 23 % de part d'audience,.
Le 14 novembre 2016, la seconde partie attire encore 5 237 000 téléspectateurs, soit 21,2 % de part d'audience.

## Accueil critique
Les réactions critiques de la part de la presse sont globalement positives.
Pour Télé Loisirs, « cette fiction alterne brillamment huis clos étouffant et séquences d'action qui font carrément froid dans le dos. Un rythme frénétique au service d'un casting prestigieux [...] Mais le plus remarquable, c'est JoeyStarr, absolument terrifiant dans le rôle du tueur sadique. Que ce soit sur le banc des accusés ou à l'extérieur, son visage buriné crève l'écran ».
Selon Télé Star, « face à un JoeyStarr très convaincant dans son rôle de psychopathe, Grégory Fitoussi compose avec une fragilité subtile un avocat donc la vie bascule dans l'enfer. À défaut d'être révolutionnaire, la mise en scène de cette première partie est maîtrisée et efficace ».
Pour Le Figaro, « La Main du mal est une adaptation maligne de la mini-série anglaise The Escape Artist et s’interroge sur la responsabilité d’un avocat quand sa plaidoirie remet dans la rue un criminel ».
Télé 7 Jours s'interroge : « jusqu'où peut-on défendre l'indéfendable ? Après Ce soir je vais tuer l'assassin de mon fils, le réalisateur Pierre Aknine interroge à nouveau les limites de la justice. Portée par une belle distribution et la confrontation inattendue de Grégory Fitoussi et JoeyStarr, cette adaptation en deux parties est captivante ».
Enfin, pour Télérama, « adapté d'une minisérie anglaise, ce suspense judiciaire — qui s'étire en longueur vers la fin — ne brille pas par son originalité. (…) Seul JoeyStarr parvient à pimenter de ses imprécations rugissantes une intrigue gonflée d'artifices et d'effets de manches ».